# Désiré Vande Moortele
Désiré Marie Constant Vande Moortele (Gent, 12 mei 1871 - Leuven, 3 augustus 1953) was een Belgisch syndicalist en politicus voor de BWP.

## Levensloop
Vande Moortele was arbeider in een sigarenfabriek, later werd hij vakbondssecretaris van de Centrale van de Tabaksnijverheid te Leuven. Op 1 september 1919 werd hij nationaal secretaris van deze vakcentrale. Tevens was hij redacteur van Le Travailleur du Tabac en beheerder van de coöperatie De Proletaar.
In 1912 werd hij verkozen tot gemeenteraadslid te Leuven en in 1921 tot socialistisch senator voor het arrondissement Leuven, een mandaat dat hij uitoefende tot 1936. Van 1945 tot 1946 maakte hij deel uit van het schepencollege van Leuven.